# Buffelsbaai
Buffelsbaai is een dorp in de regio West-Kaap in Zuid-Afrika. De plaats is gelegen in het Tuinroute. Het dorp ligt aan de kust. Vroeger kwamen hier honderden buffels voor, de laatste is in 1883 geschoten.